# 意大利戰爭 (1521年—1526年)
1521年—1526年意大利戰爭（Italian War of 1521–1526），又稱第六次義大利戰爭（法語：Sixième guerre d'Italie），是1521年至1526年間法國與哈布斯堡王朝爆發的戰爭。在這場戰爭中，法國國王弗朗索瓦一世領導的法軍與甫即位的神聖羅馬皇帝兼西班牙國王查理五世率領的西班牙軍多次交戰，最終以哈布斯堡王朝的勝利作收。這是十五世紀末至十六世紀中，法國與哈布斯堡王朝一連串意大利戰爭的一部分。

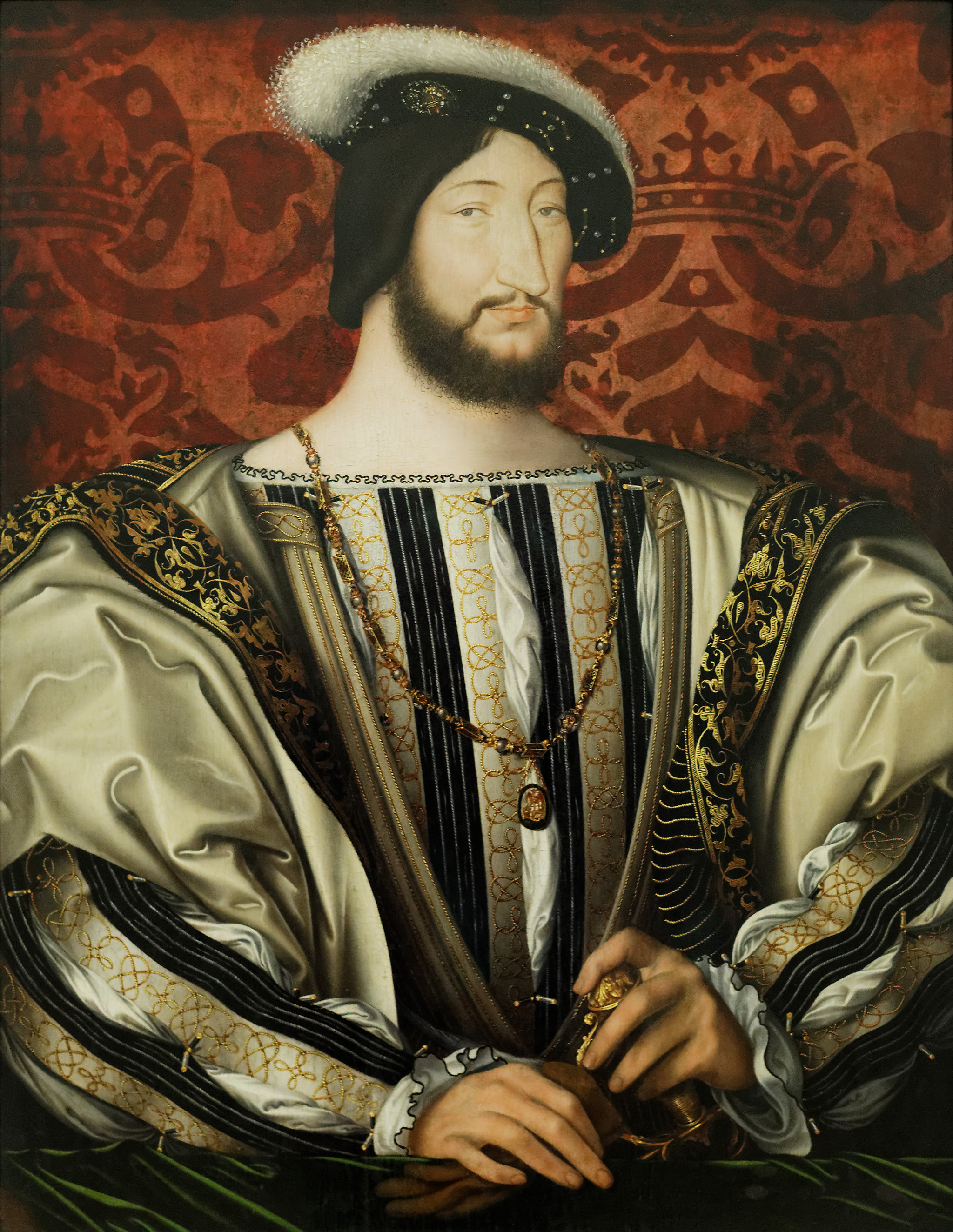
法王弗朗索瓦一世

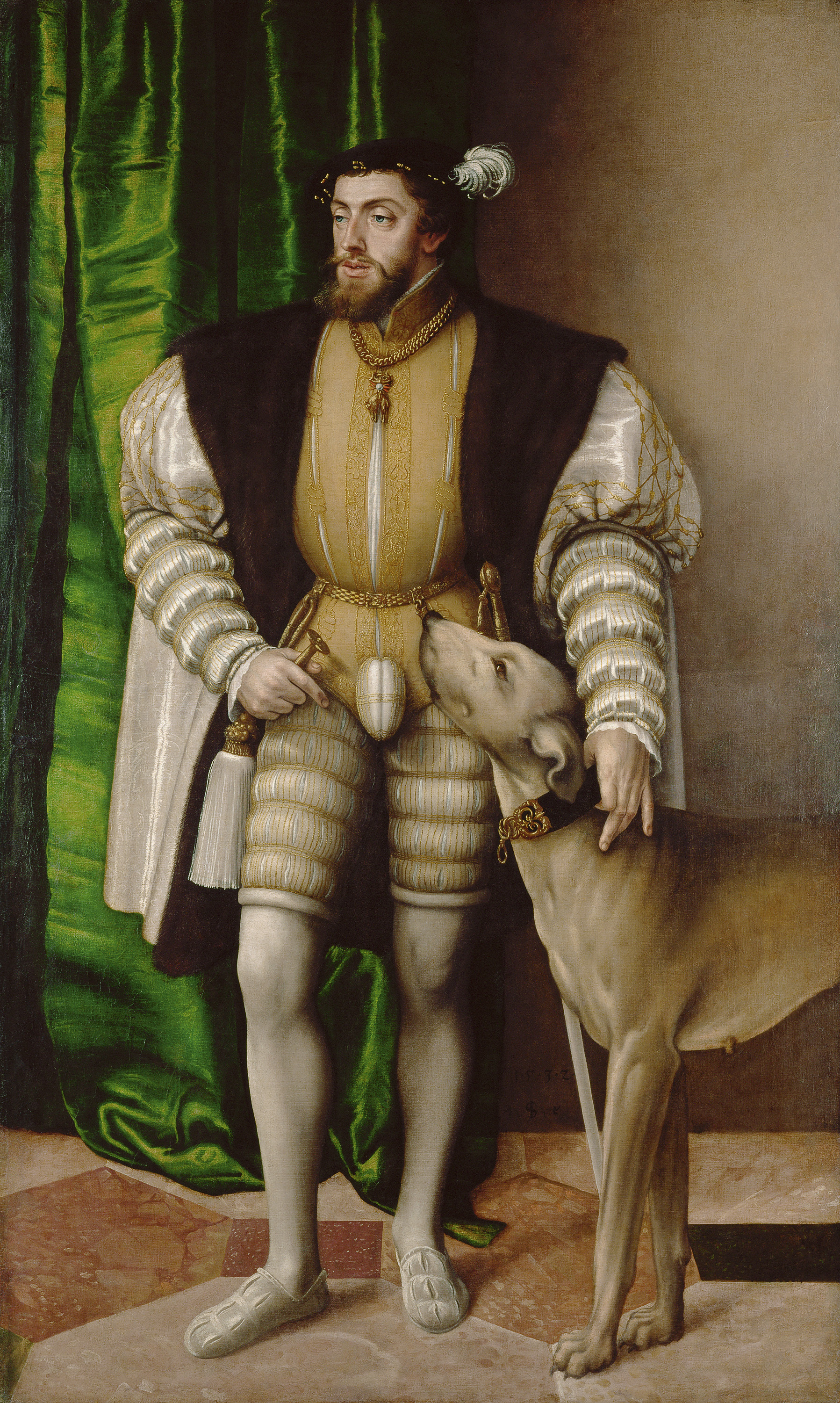
皇帝查理五世

## 戰事經過
1521年，查理五世與英格蘭國王亨利八世秘密簽署布魯日條約結盟，同年的梅濟耶爾圍城戰正式點燃戰火。1522年雙方在米蘭爆發比科卡會戰，該戰役以法軍災難性的敗退作收。此後法軍在義大利北部陷入了被動狀態。五月，西班牙軍進入熱那亞。
隨著法軍的敗退，英格蘭正式向法國宣戰，作為政治聯姻查理五世與亨利八世的女兒瑪麗訂婚。1523年英軍在第一代薩福克公爵查爾斯·布蘭登率領下從加萊進軍皮卡第，在距離法國首都巴黎80公里處停下。然而，查理五世遲遲不肯派兵支援，等不到支援的英軍隨後只好返回加萊。首都的危機解除後，弗朗索瓦一世將注意力轉為義大利北部的倫巴底。在1524年四月的塞西亞河戰役中法軍再次被帝國—西班牙軍擊敗，法國南部的普羅旺斯也陷入敵軍之手。

1524—1525年，法軍（藍）與帝國—西班牙軍（紅）在帕維亞的進軍

眼看戰事不斷惡化，弗朗索瓦一世在十月親自率領四萬大軍翻越阿爾卑斯山進攻米蘭。面對龐大的法軍，米蘭的守將夏爾·德·拉諾伊放棄該城，法軍在十月底進入城市。十一月，法軍開始進攻帕維亞，但在守軍頑強的抵抗下損失慘重。弗朗索瓦一世決定圍困帕維亞。

## 結局
弗朗索瓦一世在帕維亞之戰被俘虜使法國的聲望一落千丈。1526年查理五世與弗朗索瓦一世簽署馬德里條約，法國放棄對阿圖瓦、佛兰德以及義大利北部的聲索。
另一方面，教宗克勉七世對於哈布斯堡王朝在查理五世領導下迅速擴張的霸權感到非常憂心，馬上著手籌組反哈布斯堡同盟。弗朗索瓦一世返回法國後亦立刻準備再次開戰，不久後科涅克同盟戰爭爆發。